# آلادار کوواچی
آلادار کوواچی (مجاری: Kovácsi Aladár; ۱۱ دسامبر ۱۹۳۲ – ۸ آوریل ۲۰۱۰) ورزشکار پنج‌گانه مدرن اهل مجارستان بود.
وی در مسابقات کشوری و بین‌المللی در مجموع برندهٔ ۲ مدال طلا، ۱ مدال نقره، ۱ مدال برنز شده‌است.